# François-Pascal Delattre
François-Pascal, baron Delattre (9 de abril de 1749, Abbeville - 14 de agosto de 1834, Abbeville), fue un político francés, diputado del tercer estado de la senescalsía de Ponthieu a los Estados Generales, luego diputado del departamento de Somme al Consejo de los Cinco Cien  y el Cuerpo legislativo.

## Biografía
Es comerciante en Abbeville como su padre. Es masón, "miembro en 1775, y nuevamente en 1788, de la Logia Masónica de Perfecta Armonía".
El 28 de marzo de 1789, fue elegido diputado a los Estados Generales de 1789 por el Tercer Estado del Senescal de Ponthieu. En la Asamblea Constituyente, alzó su voz para exigir que el comercio de la India fuera completamente libre, y para estigmatizar la conducta de los directores de la empresa, que habían deshonrado la bandera confiado a ellos al convertirse en agentes del gabinete británico. El 9 de febrero de 1791, Delattre decretó que los barcos irían en busca del famoso navegante Lapérouse. Fue responsable del Inventario de coronas de diamantes, perlas, piedras preciosas, pinturas, piedras grabadas y otros monumentos de las artes y las ciencias existentes en la unidad de almacenamiento en 1791, con Jean-Marie Bion y Charles-Gabriel-Frédéric Christin.
Después de la sesión, Delattre regresa a Abbeville y reanuda el comercio allí. En 1795, cuando nacieron sus hijos, era presidente del tribunal comercial.
El 26 Germinal Año VII, fue elegido diputado del Somme (Somme (departamento)) al Consejo de los Quinientos por tres años. Habiéndose mostrado favorable al 18 brumaire, fue diputado por Somme al Cuerpo legislativo de 1801 a 1805 (fue nombrado el 4 de Nivôse año VIII por el Senado Conservador), luego de 1811 a 1814 (término renovado el 4 de mayo de 1811). Presidió esta Asamblea del 21 de febrero de 1803 al 7 de marzo de 1803.
Fue subprefecto en Dierkirch en 1801-1802, prefecto de Vaucluse de 1807 a 1810 (nombrado el 13 de termidor, año XIII).
El consular, entonces gobierno imperial, nombró a Delattre Caballero de la Legión de Honor el 4 Frimaire Año XII, Comendador de la misma orden el 25 Prairial, y, el 3 de agosto de 1810, chevalier de l'Empire .
Delattre se adhirió por primera vez a la pérdida de Napoleón (Napoleón Bonaparte), en 1814. Sin embargo, el 11 de mayo de 1815, aceptó su elección como representante del distrito de Abbeville en la Chambre des Cent-Jours (Chambre des Cent-Jours); pero, a la nueva caída del gobierno imperial, se retiró a su país natal, donde permaneció, hasta su muerte, apartado de los asuntos públicos.
Luis XVIII le otorgó, el 9 de marzo de 1816, el título de barón.